# چبیئنکزیکه
چبیئنکزیکه (به لاتین: Trzebieńczyce) یک سکونتگاه مسکونی در لهستان است که در Gmina Zator واقع شده‌است.